# Nordiskt medicinskt arkiv
Nordiskt medicinskt arkiv var en vetenskaplig tidskrift inom medicin, som började utges i mars 1869 i Stockholm av Axel Key, som redigerade tidskriften t.o.m. 1900.

## Föregångare
Tidskriften hade en föregångare i Medicinskt archiv, som utgavs 1863-1868 av lärarna vid Karolinska institutet samt redigerades första året av Axel Key, Carl Jacob Rossander och
Samuel Gustaf Troilius, de övriga åren av de två förstnämnda tillsammans med Adolf Kjellberg.

## Innehåll
Nordiskt medicinskt arkiv utkom i början med fyra större häften om året, på förlag av lärarna vid Karolinska institutet i Stockholm, från 1884 på Keys förlag. Arkivet innehåller bidrag av medicinare i Sverige, Finland, Danmark och Norge samt var afsedt att vara centralorgan för den skandinaviska nordens medicinska originallitteratur, och därtill fogades referat av den övriga medicinska litteraturen i de nordiska länderna. Från och med 1873 åtföljdes originalartiklarna av resuméer på franska. 1892 började arkivet utkomma i sex häften för varje årgång.
Enligt en av Key uppgjord plan delades det fr.o.m. 1901 i två avdelningar: avdelning 1 för kirurgi och avdelning 2 för inre medicin, vardera om 4 häften per årgång. Den kirurgiska avdelningen redigerades t.o.m. 1911 av John Berg, från 1912 av Einar Key, från 1917 av Israel Holmgren. Den medicinska avdelningen redigerades av Carl Gustaf Santesson, som tillika har varit tidskriftens ansvarige utgivare, sedan Key lämnat den. Samtidigt började arkivets innehåll, såväl originalartiklar (i regel) som referat, att översättas till utländskt språk, mest tyska.
Tidskrifterna innehöll till 1913-1914 referat av nordisk medicinsk litteratur, men innehöll efter dess endast originalartiklar på tyska, franska och engelska och vann genom redaktörernas energiska arbete betydande spridning i andra länder.

## Uppdelning
1919 skildes tidskriftens båda avdelningar åt och bildade två fullt självständiga tidskrifter, Acta chirurgica Scandinavica och Acta medica Scandinavica. Ansvarig utgivare för båda tidskrifterna vid bildandet var C.G. Santesson.

## Ekonomi
Som understöd för tidskriftens utgivande erhölls först tillfälliga mindre bidrag från fonden "för lärda verks utgifvande", därefter extra statsanslag av riksdagen om 2,000, 3,000 och slutligen (från 1906) 5,000 kr, samt 3,500-4,000 kr åt vardera tidskriften efter delning i två. Därjämte har sedan en följd av år danska staten lämnat 1,200 kr. och den norska 1,000 kr; efter uppdelningen även av norska och finska statsmedel (500 kr. respektive 5,000 finska mark åt vardera tidskrift). Vidare har understöd erhållits från Letterstedtska fonden och från Det classenske fideikommis i Köpenhamn. Fr.o.m. arkivets ombildning (1901) övertogs den ekonomiska ledningen och ansvariget av Föreningen för fortsatt utgivande av Nordiskt medicinskt arkiv, en garantiförening av inemot ett fyrtiotal svenska läkare, med Oskar Medin som ordförande. Garantiföreningen av svenska läkare (senare med Israel Holmgren som ordförande) stödde fortsatt de båda Acta-tidskrifterna efter att de bildades ur Arkivet. Även Svenska sällskapet för medicinsk forskning lämnade bidrag. Danska läkare täcker genom bidrag från den med danska statsmedel grundade Rask-Ørsted-fonden en del utgifter för i tidskrifterna införda artiklar av danska författare.